# Chặn Chernoff
Trong lý thuyết xác suất, chặn Chernoff, đặt tên theo Herman Chernoff, cho một chặn trên giảm theo hàm mũ của đuôi phân phối của tổng nhiều biến ngẫu nhiên độc lập. Nó thường mạnh hơn các bất đẳng thức sử dụng mômen bậc nhất hay bậc hai chẳng hạn như bất đẳng thức Markov hay bất đẳng thức Chebyshev.
Nó có liên hệ với bất đẳng thức Bernstein, và bất đẳng thức Hoeffding.
Sau đây là một ví dụ trường hợp đặc biệt của chặn Chernoff. Giả sử X1,..., Xn là các biến ngẫu nhiên Bernoulli độc lập với xác suất p > 1/2.  Khi đó, nếu gọi xác suất xảy ra ít nhất n/2 sự kiện {\displaystyle \{X_{k}=1\}} là P, thì
{\displaystyle P=\sum \limits _{i=\lfloor {\frac {n}{2}}\rfloor +1}^{n}{\binom {n}{i}}p^{i}(1-p)^{n-i}.}
Chặn Chernoff cho thấy P có chặn dưới như sau:
{\displaystyle P\geq 1-\mathrm {e} ^{-2n\left({p-{\frac {1}{2}}}\right)^{2}}.}
Dưới đây, trường hợp này sẽ được tổng quát hóa theo nhiều hướng khác nhau. Có nhiều phiên bản khác nhau của chặn Chernoff: sai số có thể là sai số tuyệt đối hoặc sai số tương đối so với giá trị kỳ vọng.

## Bước thứ nhất trong chứng minh của chặn Chernoff
Chặn Chernoff cho biến ngẫu nhiên X là tổng của n biến ngẫu nhiên độc lập {\displaystyle X_{1},X_{2},...,X_{n}}, được chứng minh bằng cách xem xét phân bố của etX với giá trị thích hợp của t. Phương pháp này được áp dụng đầu tiên bởi Sergei Bernstein để chứng minh bất đẳng thức Bernstein.
Theo bất đẳng thức Markov và tính chất độc lập, ta có bất đẳng thức sau:
Với mọi t > 0,
{\displaystyle \Pr \left[X\geq a\right]=\Pr \left[e^{tX}\geq e^{ta}\right]\leq {\frac {\mathbf {E} \left[e^{tX}\right]}{e^{ta}}}={\prod _{i}E[e^{tX_{i}}] \over e^{ta}}.}
Do có thể chọn t tùy ý, ta có
{\displaystyle \Pr \left[X\geq a\right]\leq \min _{t>0}{\prod _{i}E[e^{tX_{i}}] \over e^{ta}}.\quad (+)}
Tương tự như vậy,
{\displaystyle \Pr \left[X\leq a\right]=\Pr \left[e^{-tX}\geq e^{-ta}\right]}
Do đó,
{\displaystyle \Pr \left[X\leq a\right]\leq \min _{t>0}e^{ta}\prod _{i}E[e^{-tX_{i}}].\quad (++)}

## Phát biểu và chứng minh

### Trường hợp sai số tuyệt đối
Định lý sau đây được chứng minh bởi Wassily Hoeffding và được gọi là định lý Chernoff-Hoeffding.
Giả sử các biến {\displaystyle X_{1},X_{2},\ldots ,X_{m}} là độc lập và có cùng phân bố. Giả sử {\displaystyle p=E\left[X_{i}\right]}, {\displaystyle X_{i}\in \{0,1\}}, và {\displaystyle \varepsilon >0}. Khi đó
{\displaystyle {\begin{aligned}&\Pr \left[{\frac {1}{m}}\sum X_{i}\geq p+\varepsilon \right]\\&\qquad \leq \left({\left({\frac {p}{p+\varepsilon }}\right)}^{p+\varepsilon }{\left({\frac {1-p}{1-p-\varepsilon }}\right)}^{1-p-\varepsilon }\right)^{m}=e^{-D(p+\varepsilon \|p)m}\end{aligned}}}
và
{\displaystyle {\begin{aligned}&\Pr \left[{\frac {1}{m}}\sum X_{i}\leq p-\varepsilon \right]\\&\qquad \leq \left({\left({\frac {p}{p-\varepsilon }}\right)}^{p-\varepsilon }{\left({\frac {1-p}{1-p+\varepsilon }}\right)}^{1-p+\varepsilon }\right)^{m}=e^{-D(p-\varepsilon \|p)m},\end{aligned}}}
trong đó
{\displaystyle D(x||y)=x\log {\frac {x}{y}}+(1-x)\log {\frac {1-x}{1-y}}}
là khoảng cách Kullback-Leibler giữa các biến ngẫu nhiên Bernoulli với tham số {\displaystyle x} và {\displaystyle y}.

#### Chứng minh
Chứng minh xuất phát từ bất đẳng thức (+) ở trên. Đặt {\displaystyle q=p+\varepsilon }. Chọn a = mq và thay vào (+), ta có:
{\displaystyle \Pr \left[{\frac {1}{m}}\sum X_{i}\geq q\right]\leq \inf _{t>0}{\frac {E\left[\prod e^{tX_{i}}\right]}{e^{tmq}}}=\inf _{t>0}\left[{\frac {E\left[e^{tX_{i}}\right]}{e^{tq}}}\right]^{m}.}
Do {\displaystyle \Pr[X_{i}=1]=p}, {\displaystyle \Pr[X_{i}=0]=(1-p)}, ta có
{\displaystyle \left[{\frac {E\left[e^{tX_{i}}\right]}{e^{tq}}}\right]^{m}=\left[{\frac {pe^{t}+(1-p)}{e^{tq}}}\right]^{m}=[pe^{(1-q)t}+(1-p)e^{-qt}]^{m}.}
Bằng cách lấy lôgarit và tính đạo hàm, ta có thể tính được giá trị infimum ở trên thông qua đạo hàm sau
{\displaystyle {\begin{aligned}&{\frac {d}{dt}}\log(pe^{(1-q)t}+(1-p)e^{-qt})\\&\qquad ={\frac {1}{pe^{(1-q)t}+(1-p)e^{-qt}}}((1-q)pe^{(1-q)t}-q(1-p)e^{-qt})\\&\qquad =-q+{\frac {pe^{(1-q)t}}{pe^{(1-q)t}+(1-p)e^{-qt}}}\end{aligned}}}
Giải khi đạo hàm ở trên bằng 0 để tính infimum, ta có
{\displaystyle {\begin{aligned}q&={\frac {pe^{(1-q)t}}{pe^{(1-q)t}+(1-p)e^{-qt}}}={\frac {pe^{(1-q)t}}{e^{-qt}(pe^{t}+(1-p))}}\\pe^{(1-q)t}&=pe^{-qt}e^{t}=qe^{-qt}(pe^{t}+1-p)\\{\frac {p}{q}}e^{t}&=pe^{t}+1-p\end{aligned}}}
nên {\displaystyle e^{t}=(1-p)\left({\frac {p}{q}}-p\right)^{-1}}.
Do đó, {\displaystyle t=\log \left({\frac {(1-p)q}{(1-q)p}}\right)}.
Vì {\displaystyle q=p+\varepsilon >p}, ta có {\displaystyle t>0}, nên giá trị của  {\displaystyle t} là hợp lệ. Sau khi đã giải được {\displaystyle t}, ta thay giá trị này vào phương trình ở trên và thu được
{\displaystyle {\begin{aligned}&\log(pe^{(1-q)t}+(1-p)e^{-qt})=\log[e^{-qt}(1-p+pe^{t})]\\&\qquad =\log \left[e^{-q\log \left({\frac {(1-p)q}{(1-q)p}}\right)}\right]+\log \left[1-p+pe^{\log \left({\frac {1-p}{1-q}}\right)}e^{\log {\frac {q}{p}}}\right]\\&\qquad =-q\log {\frac {1-p}{1-q}}-q\log {\frac {q}{p}}+\log \left[1-p+p\left({\frac {1-p}{1-q}}\right){\frac {q}{p}}\right]\\&\qquad =-q\log {\frac {1-p}{1-q}}-q\log {\frac {q}{p}}+\log \left[{\frac {(1-p)(1-q)}{1-q}}+{\frac {(1-p)q}{1-q}}\right]\\&\qquad =-q\log {\frac {q}{p}}+(1-q)\log {\frac {1-p}{1-q}}=-D(q\|p).\end{aligned}}}
Tóm lại, ta thu được kết quả cần chứng minh như sau
{\displaystyle \Pr \left[{\frac {1}{m}}\sum X_{i}\geq p+\varepsilon \right]\leq e^{-D(p+\varepsilon \|p)m}.}
Để có bất đẳng thức thứ hai, ta xét các biến {\displaystyle Y_{i}=1-X_{i}}, và áp dụng chứng minh tương tự.

#### Chặn đơn giản hơn
Có thể thu được một chặn đơn giản hơn bằng cách áp dụng
{\displaystyle D(p+x\|p)\geq 2x^{2}}. Mệnh đề này có thể được chứng minh bằng  tính chất lồi của {\displaystyle D(p+x\|p)} và tính chất {\displaystyle {\frac {d^{2}}{dx^{2}}}D(p+x\|p)={\frac {1}{(p+x)(1-p-x)}}}. Chặn này là một trường hợp đặc biệt của bất đẳng thức Hoeffding.
Đôi khi chặn {\displaystyle D((1+x)p\|p)\geq x^{2}p/4} cho {\displaystyle -1/2\leq x\leq 1/2} cũng được sử dụng.

### Trường hợp sai số tương đối
Giả sử {\displaystyle X_{1},X_{2},\ldots ,X_{n}} là các biến ngẫu nhiên độc lập nhận giá trị 0 hoặc 1. Giả sử {\displaystyle \Pr(X_{i}=1)=p_{i}}. Khi đó, nếu đặt {\displaystyle X=\sum _{i=1}^{n}X_{i}} và {\displaystyle \mu } là giá trị kỳ vọng của {\displaystyle X}, thì với mọi {\displaystyle \delta >0}
{\displaystyle \Pr \left[X>(1+\delta )\mu \right]<\left({\frac {e^{\delta }}{(1+\delta )^{(1+\delta )}}}\right)^{\mu }.}

#### Chứng minh
Theo (+),
{\displaystyle {\begin{aligned}\Pr[X>(1+\delta )\mu )]&\leq \inf _{t>0}{\frac {\mathbf {E} \left[\prod _{i=1}^{n}\exp(tX_{i})\right]}{\exp(t(1+\delta )\mu )}}\\&=\inf _{t>0}{\frac {\prod _{i=1}^{n}\mathbf {E} [\exp(tX_{i})]}{\exp(t(1+\delta )\mu )}}\\&=\inf _{t>0}{\frac {\prod _{i=1}^{n}\left[p_{i}\exp(t)+(1-p_{i})\right]}{\exp(t(1+\delta )\mu )}}\end{aligned}}}
Đẳng thức ở dòng thứ 3 là do {\displaystyle e^{tX_{i}}} nhận giá trị {\displaystyle e^{t}} với xác suất {\displaystyle p_{i}} và giá trị {\displaystyle 1} với xác suất {\displaystyle 1-p_{i}}.
Viết lại {\displaystyle p_{i}e^{t}+(1-p_{i})} là {\displaystyle p_{i}(e^{t}-1)+1} và áp dụng {\displaystyle 1+x\leq e^{x}} (với bất đẳng thức chặt khi {\displaystyle x>0}) cho {\displaystyle x=p_{i}(e^{t}-1)}, ta có
{\displaystyle {\begin{aligned}&\Pr[X>(1+\delta )\mu ]<{\frac {\prod _{i=1}^{n}\exp(p_{i}(e^{t}-1))}{\exp(t(1+\delta )\mu )}}\\&\qquad ={\frac {\exp \left((e^{t}-1)\sum _{i=1}^{n}p_{i}\right)}{\exp(t(1+\delta )\mu )}}={\frac {\exp((e^{t}-1)\mu )}{\exp(t(1+\delta )\mu )}}.\end{aligned}}}
Chọn {\displaystyle t=\log(1+\delta )} nên {\displaystyle t>0} khi {\displaystyle \delta >0}. Thay giá trị của {\displaystyle t} vào biểu thức trên, ta thu được
{\displaystyle {\frac {\exp((e^{t}-1)\mu )}{\exp(t(1+\delta )\mu )}}={\frac {\exp((1+\delta -1)\mu )}{(1+\delta )^{(1+\delta )\mu }}}=\left[{\frac {\exp(\delta )}{(1+\delta )^{(1+\delta )}}}\right]^{\mu }}
Đây chính là bất đẳng thức cần chứng minh. Bằng một chứng minh tương tự, ta có
{\displaystyle \Pr[X<(1-\delta )\mu ]<\exp(-\mu \delta ^{2}/2).}

## Chặn Chernoff cho ma trận
Rudolf Ahlswede và Andreas Winter đã chứng minh một phiên bản của chặn Chernoff cho các biến ngẫu nhiên nhận giá trị ma trận.